# Serginho Baiano
Serginho Baiano (sinh ngày 5 tháng 1 năm 1978) là một cầu thủ bóng đá người Brasil.

## Sự nghiệp câu lạc bộ
Serginho Baiano đã từng chơi cho Oita Trinita.

## Thống kê câu lạc bộ

### J.League
| Đội          | Năm       | J.League | J.League | J.League Cup | J.League Cup | Tổng cộng | Tổng cộng |
| Đội          | Năm       | Trận     | Bàn      | Trận         | Bàn          | Trận      | Bàn       |
| ------------ | --------- | -------- | -------- | ------------ | ------------ | --------- | --------- |
| Oita Trinita | 2007      | 9        | 1        | 2            | 0            | 11        | 1         |
| Tổng cộng    | Tổng cộng | 9        | 1        | 2            | 0            | 11        | 1         |